# ناشرون (محرك جافا سكريبت)
ناشرون Nashron هو محرك جافا سكريبت مبرمج بلغة البرمجة جافا من قبل أوراكل, استناد إلى آلة دافنشي (JSR 292) وقد ظهرت مع الإصدار الثامن لجافا Java 8.
أعلن عن المشروع لأول مرة في تموز 2011 وتم تأكيد ذلك في جافا ون في تشرين الأول 2011.
في تشرين الثاني 21/2012 قامت أوراكل بإعلان فتح المصدر الخاص بNashron في OpenJDK.

## الاسم
ناشرون هو الترجمة الألمانية لوحيد القرن وهي لعب على كلمة Rhino وهو أيضا محرك جافا سكريبت المبرمج بلغة جافا والمقدم من Mozilla Foundation. وقد أخذ اسمه لاحقا من الحيوان الذي على غلاف كتاب الجافاسكريبت من O'Reilly Media.

## الأداء
على حسب معايير أوراكل, إن أداء ناشرون هو أسرع من مرة إلى ثماني مرات من المحرك Rhino والفرق أن Rhino يقوم بتشغيل المفسر وتفسير كود الجافاسكريبت بينما ناشرون يقوم بتحويله إلى byte code ثم تنفيذه على آلة جافا الافتراضية.

## References
1. ↑  "Release 15.6". 26 ديسمبر 2024. اطلع عليه بتاريخ 2024-12-26.

## روابط إضافية
- الصفحة الرسمية